# José de Monasterio y Correa
José de Monasterio y Correa (1819-1874) fue un ingeniero, profesor y político español.

## Biografía
Nació en 1819 cuando sus padres vivían en Madrid. Inspector general de segunda clase del Cuerpo de Ingenieros de Minas, trabajó como ingeniero jefe en Murcia y Almería. Fue redactor de la Revista Minera. Ejerció como profesor de mecánica, construcción y metalurgia en la Escuela de Minas, además de, en el plano político, ocupar el cargo de senador del reino en la segunda legislatura del año 1872. Comisionado por el Ministerio de Hacienda para adquirir en el extranjero y establecer en Almadén nuevas máquinas de extracción, desagüe y subida y bajada de operarios, murió asesinado por una turba de mineros el 4 de julio de 1874 en dicha localidad ciudadrealeña, junto al también ingeniero Isidro Buceta. Su cadáver, trasladado a Madrid, fue enterrado en el cementerio de San Isidro.